# Эмнадзе, Вахтанг Рубенович
Вахтанг Рубенович Эмнадзе (7 сентября 1927, ССР Грузия) — шофёр Тбилисского грузового автотранспортного предприятия Министерства автомобильного транспорта Грузинской ССР. Герой Социалистического Труда (1971). Депутат Верховного Совета Грузинской ССР 10-го созыва.

## Биография
С 1948 года трудился водителем Тбилисской шелкоткацкой фабрики, с 1957 года — водитель Тбилисского грузового автотранспортного предприятия № 1. В 1958 году вступил в КПСС.
Ежегодно показывал высокие трудовые результаты. За годы Семилетки (1959—1965) перевёз тысячи тонн народнохозяйственных грузов, за что был награждён Орденом Трудового Красного Знамени. Досрочно выполнил личные социалистические обязательства и плановые задания Восьмой пятилетки (1966—1970). Указом Президиума Верховного Совета СССР от 4 мая 1971 года удостоен звания Героя Социалистического Труда за «выдающиеся производственные успехи в выполнении заданий пятилетнего плана по перевозке пассажиров и народнохозяйственных грузов» с вручением ордена Ленина и золотой медали «Серп и Молот» (№ 17955).
Избирался депутатом Верховного Совета Грузинской ССР 10-го созыва (1981—1985).
После выхода на пенсию проживал в Тбилиси.
Награды
- Герой Социалистического Труда
- Орден Ленина
- Орден Трудового Красного Знамени (02.04.1966)